# نیوبالتیمور (میشیگان)
نیوبالتیمور، میشیگان (به انگلیسی: New Baltimore, Michigan) یک شهر در ایالات متحده آمریکا با جمعیت ۱۲٬۰۸۴ نفر است که در میشیگان واقع شده‌است.

## موقعیت جغرافیایی
موقعیت جغرافیایی شهرها و مناطق اطراف به شرح زیر است: